# Tătărăni
Tătărăni est une commune roumaine située dans le județ de Vaslui.